# Crystal Tools
Crystal Tools (Originalname: White Engine) ist eine Spiel-Engine von Square Enix für die siebte Konsolengeneration und Windows. Sie wird unter anderem für die Final-Fantasy-Serie genutzt. Die ersten Spiele, die Crystal Tools nutzen sind Final Fantasy XIII, Final Fantasy XIII-2 und Lightning Returns: Final Fantasy XIII sowie für die MMORPGs Final Fantasy XIV und Dragon Quest X. Tetsuya Nomura sagte, der „Sprung“ von der PS2 auf die PS3 sei größer als der von der PS1 auf die PS2, weshalb man die White Engine entwickelte, die später in Crystal Tools umbenannt wurde.
Crystal Tools ist auf der PlayStation 3, der Xbox 360, der Wii und Windows implementiert.